# Jupiter Calling
Albums de The Corrs
White Light
(2015)
Jupiter Calling est le 7e album studio du groupe The Corrs. Il est sorti le 10 novembre 2017 au Royaume-Uni. Deux ans après leur grand retour avec White Light (2015), le groupe enregistre aux Studios RAK à Londres et collabore avec le producteur T-Bone Burnett. 

## Contexte de l'album
Pendant la promotion du sixième album, White Light et de la tournée européenne en 2016, Sharon Corr (la violoniste) a donné une interview au dailymail, affirmant que le groupe a l'intention d'enregistrer un septième album avant la fin de l'année. La nouvelle se confirme avec plusieurs publications, du groupe enregistrant au studio, sur Instagram.
En mai 2017, Jim Corr confirme lors d'une interview que l'album sortira début 2018 et sera produit par T-Bone Burnett. Il précise que ce nouvel opus s'éloignera du style pop que l'on retrouvait dans leurs anciens albums. L'album a été enregistré sur une bande 24 pistes analogique. 

## Sortie et promotion
Le 13 septembre 2017, la pochette et le titre de l'album sont révélés sur le site officiel du groupe. Avec cette bonne nouvelle, le groupe annonce également un concert exceptionnel au Royal Albert Hall le 19 octobre 2017, pour célébrer à la fois les 20 ans de leur premier passage dans cette salle mythique. Concernant le nouvel album, Jupiter Calling sort le 10 novembre. Une sortie vinyle est également prévue. 
Le 21 septembre 2017, "Son of Solomon" est sorti en tant que premier single promotionnel de l'album. La chanson était accompagnée d'une vidéo réalisée et montée par Andrea Corr. Le 29 septembre 2017, le premier single officiel  est "SOS" (Song of Syria), une chanson engagée. 

## Liste des titres[4]
1. Son of Solomon
2. Chasing Shadows
3. Bulletproof Love
4. Road to Eden
5. Butter Flutter
6. SOS
7. Dear Life
8. No Go Baby
9. Hit My Ground Running
10. Live Before I Die
11. Season of Our Love
12. A Love Divine
13. The Sun and the Moon